# Rivoluzione dei Giovani Turchi
La Rivoluzione dei Giovani Turchi (in turco Jön Türk Devrimi) è un evento storico che segnò gli ultimi anni della storia dell'Impero ottomano. Ebbe inizio nel luglio 1908, quando il movimento dei Giovani Turchi costrinse il sultano Abdulhamid II a ripristinare la costituzione ottomana del 1876 e a inaugurare una politica multipartitica all'interno dell'Impero. Il periodo che va dalla Rivoluzione dei Giovani Turchi alla fine dell'Impero segna la Seconda era costituzionale della storia ottomana. Infatti, tre decenni prima, nel 1876, era stata istituita una monarchia costituzionale sotto Abdulhamid, durante il periodo noto come Prima era costituzionale. Tale riforma del potere era durata solo due anni, fino a quando Abdulhamid la sospese, ripristinando su sé stesso i poteri autocratici.
Con una rivolta costituzionalista nelle province della Rumelia istigata dal Comitato di Unione e Progresso (CUP), Abdulhamid capitolò e annunciò il ripristino della Costituzione. L'anno successivo, dopo un tentativo di controrivoluzione monarchica noto come incidente del 31 marzo a favore di Abdulhamid, fu deposto e suo fratello Mehmed V salì al trono.

## Antefatti
Durante questo periodo l'opposizione alla politica conservatrice del regno di Abdulhamid fu caratterizzata dalla realizzazione di una certa quantità di riforme sociali. Lo sviluppo di un ambiente più liberale in Turchia rafforzò la cultura e fornì anche le basi per la successiva ribellione. La cerchia politica di Abdulhamid era unita e in continua evoluzione. Quando il sultano abbandonò la precedente politica dal 1876, sospese il parlamento ottomano nel 1878. Ciò lasciò un gruppo molto piccolo di individui in grado di prendere parte alla politica nell'Impero ottomano.

## I Giovani Turchi
Le origini della rivoluzione si trovano all'interno del movimento dei Giovani Turchi, che conteneva due fazioni principali: liberali e unionisti. Ciò che li univa era l'opposizione al regime di Abdulhamid, la promulgazione della Costituzione del 1876 e la modernizzazione. Tuttavia non erano d'accordo sul futuro dell'Impero.
I liberali rappresentavano i gruppi istruiti dell'alta classe nell'Impero ottomano e desideravano una forma di governo più distesa con poche interferenze sull'economia. Spingevano inoltre per una maggiore autonomia dei diversi gruppi etnici, un'idea popolare tra le minoranze all'interno dell'Impero.
In una classe leggermente inferiore si formò un gruppo diverso, gli unionisti, con la preminente organizzazione del Comitato dell'Unione e del progresso (CUP). Gli unionisti (molti ispirati dal Rinnovamento Meijii) credevano in una rapida modernizzazione dell'Impero in modo che potesse resistere alle potenze europee, oltre ad abbracciare le idee di nazionalismo e del darwinismo sociale e di mantenere unito l'impero. Il CUP si infiltrò in molte istituzioni all'interno del regime di Abdulhamid, con la maggior parte delle giovani reclute ufficiali dell'esercito ottomano.

## Rivoluzione
L'evento che innescò la Rivoluzione fu un incontro nel porto baltico di Reval (l'odierna Tallinn) tra Edoardo VII del Regno Unito e Nicola II di Russia nel giugno 1908. Sebbene queste potenze imperiali avessero relativamente sperimentato tra loro pochi conflitti importanti nel corso dei cento anni precedenti, sussisteva tuttavia una rivalità di fondo, altrimenti nota come "il Grande gioco", che aveva esacerbato la situazione a tal punto che si cercava una soluzione. La Convenzione anglo-russa del 1907 portò in primo piano le instabili relazioni britannico-russe consolidando i confini che identificavano il loro rispettivo controllo in Persia (confine orientale dell'Impero) e in Afghanistan.
In questo contesto, la difesa dell'Impero ottomano in declino era diventata una questione di intenso orgoglio all'interno dei militari che li portò ad alzare le armi contro il loro stato. Molti ufficiali unionisti della Terza armata ottomana con sede a Salonicco, temendo che l'incontro anglo-russo fosse un preludio alla spartizione della Macedonia si ammutinarono contro il sultano Abdülhamid II. Il desiderio di preservare lo Stato, non di distruggerlo, motivò i rivoluzionari. La rivolta iniziò nel luglio 1908. Il maggiore Ahmed Niyazi, Ismael Enver, Eyub Sabri e altri unionisti della Terza armata fuggirono sulle montagne per organizzare bande di guerriglieri di volontari e di disertori facendo pressioni su Abdulhamid per ripristinare la costituzione. Il rapido slancio dell'organizzazione unionista, gli intrighi all'interno delle forze armate, il malcontento per il governo autocratico di Abdulhamid e il desiderio per la costituzione rappresentarono un preludio alla costretta capitolazione di Abdulhamid.
Abdulhamid II capitolò il 24 luglio e annunciò il ripristino della costituzione del 1876, dando inizio alla Seconda era costituzionale dell'Impero ottomano. È importante sottolineare che il CUP non rovesciò il governo e si impegnò nominalmente a favore degli ideali democratici e del costituzionalismo. In realtà, tuttavia, il potere era condiviso tra il palazzo (Abdulhamid) a Istanbul, la Camera dei deputati ottomana a Istanbul e il Comitato centrale del CUP con sede a Salonicco.

## Risvolti
Le elezioni generali ottomane del 1908 si svolsero nei mesi di novembre e dicembre del 1908. I candidati sostenuti dal CUP ottennero 60 seggi in parlamento. Il Senato ottomano si riunì per la prima volta in oltre 30 anni il 17 dicembre 1908 con i membri viventi della Prima era costituzionale. La prima sessione della Camera dei Deputati fu il 30 gennaio 1909. Questi sviluppi determinarono la creazione graduale di una nuova élite di governo.
Dopo la rivoluzione, molte organizzazioni, alcune delle quali precedentemente clandestine, fondarono partiti politici. Tra questi il CUP e il Partito Libertà e Accordo, noto anche come Unione Liberale o Intesa Liberale (LU), erano i principali partiti. Vi erano partiti più piccoli come il Partito socialista ottomano. All'altra estremità dello spettro politico vi erano i partiti etnici che includevano il Partito federativo popolare (Sezione bulgara), i Club costituzionali bulgari, il Partito laburista socialdemocratico ebraico in Palestina (Poale Zion), Al-Fatat e gli armeni organizzati sotto l'Armenakan, l'Hunchakian e la Federazione Rivoluzionaria Armena (ARF).
Se la rivoluzione dei giovani turchi aveva promesso dei miglioramenti organizzativi, il governo, una volta istituito, si dimostrò in un primo momento piuttosto disorganizzato e inefficace. Sebbene i cittadini della classe operaia avessero poca conoscenza di come controllare un governo, imposero le loro idee all'Impero ottomano. In una piccola vittoria liberale, Kâmil Pasha, un sostenitore liberale e alleato dell'Inghilterra, fu nominato Gran Visir il 5 agosto 1908. Le sue politiche contribuirono a mantenere un certo equilibrio tra il Comitato dell'Unione e del Progresso e i Liberali, ma il conflitto con il primo portò alla sua rimozione appena 6 mesi dopo, il 14 febbraio 1909.
Abdulhamid mantenne il suo trono ammettendo la sua posizione come simbolica, ma nell'aprile 1909 tentò di prendere il potere (Incidente del 31 marzo) suscitando un sentimento populista in tutto l'Impero. L'offerta del Sultano per un ritorno al potere guadagnò terreno quando promise di ripristinare il califfato, di eliminare le politiche secolari e di ripristinare il sistema giuridico basato sulla sharia. Il 13 aprile 1909 le unità dell'esercito si ribellarono, raggiunte da masse di studenti di teologia e chierici in turbante che gridavano "Vogliamo la Sharia", e si mossero per ripristinare il potere assoluto del Sultano. L'incidente del 31 marzo, avvenuto il 24 aprile 1909, annullò le azioni e ripristinò il parlamento dall'Esercito d'azione comandato da Mahmud Shevket Pasha. Seguì la deposizione di Abdulhamid II a favore di Mehmed V.
Le potenze europee approfittarono del caos diminuendo la sovranità ottomana nei Balcani. La Bulgaria, de jure uno stato vassallo ottomano ma de facto quasi formalmente indipendente, dichiarò la sua indipendenza il 5 ottobre. Il giorno dopo, l'Austria-Ungheria annesse ufficialmente la Bosnia-Erzegovina che era de jure territorio ottomano ma de facto occupato dagli austro-ungarici.

## Impatto culturale e internazionale
In alcune comunità, come quella ebraica, il gruppi riformisti che emularono i giovani turchi estromisero l'élite dominante conservatrice sostituendola con una nuova riformista.
La Federazione rivoluzionaria armena, precedentemente bandita, divenne il principale rappresentante della comunità armena nell'Impero ottomano, sostituendo l'élite armena precedente al 1908, composta da mercanti, artigiani e chierici.
La rivoluzione e il lavoro del CUP ebbero un grande impatto sui musulmani di altri paesi. La comunità persiana di Istanbul fondò l'Unione iraniana e il Comitato e il progresso. I musulmani indiani imitarono il giuramento del CUP previsto per le reclute dell'organizzazione. I leader del movimento Yeni Bukharlylar furono profondamente influenzati dalla rivoluzione dei giovani turchi che la videro come un esempio da emulare.
Nel romanzo di storia alternativa del 2010 Behemoth di Scott Westerfeld, la rivoluzione dei giovani turchi nel 1908 fallisce, innescando una nuova rivoluzione all'inizio della prima guerra mondiale.

È stato sostenuto che la rivoluzione dei giovani turchi sia stata oscurata da altre rivoluzioni dell'epoca, tra cui la rivoluzione russa del 1917 e la rivoluzione di Xinhai del 1911.